# Chincholi
Chincholi é uma panchayat (vila) no distrito de Gulbarga, no estado indiano de Karnataka.

## Geografia
Chincholi está localizada a 17° 28′ N, 77° 26′ L. Tem uma altitude média de 462 metros (1515 pés).

## Demografia
Segundo o censo de 2001, Chincholi tinha uma população de 17 158 habitantes. Os indivíduos do sexo masculino constituem 53% da população e os do sexo feminino 47%. Chincholi tem uma taxa de literacia de 56%, inferior à média nacional de 59,5%; a literacia no sexo masculino é de 65% e no sexo feminino é de 46%. 16% da população está abaixo dos 6 anos de idade.